# Петар Лубарда
Петар Луба́рда (серб. Петар Лубарда) — сербський художник, вважається впливовою фігурою у розвитку післявоєнного живопису в колишній Югославії. Лубарда був членом Сербської академії наук і мистецтв (SASA). Перед смертю Лубарда залишив листа, в якому зажадав, що при заповненні будь-яких документів слід зазначити, що він — сербської національності. Цей лист тепер знаходиться в Архіві SASA. Його найкращими роботами вважають роботу на тему битва на Косово, які Лубарда пофарбував в різних форматах в більш ніж 30 варіантах.

## Біографія
Народився в Люботині, недалеко від міста Цетинє, Князівства Чорногорії. Навчався живопису в Белграді та Парижі. З 1932 до своєї смерті жив в Белграді, за винятком періоду 1946—1950, коли він був професором в художній школі міста Герцег-Нові. Його робота була натхненна сербською історією та чорногорськими ландшафтами. Він отримав безліч нагород, в Європі, Бразилії.